# Rbb24 Inforadio
rbb24 Inforadio est une station de radio publique d'informations allemande basée à Berlin. Elle appartient à la Rundfunk Berlin-Brandenburg (RBB), organisme public de diffusion pour les lands Berlin et Brandebourg. Sa diffusion se fait entre autres par modulation de fréquence.
Le rédacteur en chef d'Inforadio est depuis mars 2013 David Biesinger, qui venait de la Südwestrundfunk à Berlin.

## Programmes
Toutes les 20 minutes, en 4 ou 5 minutes, entre 6h et 23h, la station diffuse des nouvelles, la météo et un point sur la circulation routière. Entre-temps, elle diffuse des informations culturelles, sportives ou boursières. On note cependant beaucoup de différences entre deux grilles de programmes,. La nuit, Inforadio diffuse simultanément le programme d'ARD-Infonacht en même temps que toutes les autres stations d'informations en Allemagne.